# Buckley Bay Ferry Terminal
Das Buckley Bay Ferry Terminal ist ein Fährhafen auf Vancouver Island in der kanadischen Provinz British Columbia. Er liegt etwa 21 Kilometer südlich von Courtenay, im Comox Valley Regional District, an einer Ausfahrt des Highway 19.
Denman Island und Vancouver Island bilden hier den Baynes Sound, als Teil der Straße von Georgia. Der Tidenhub beträgt hier im Regelfall zwischen 1 und 4 Meter.

## Routen
BC Ferries (ausgeschrieben British Columbia Ferry Services Inc.), als der Hauptbetreiber der Fährverbindungen an der Westküste von British Columbia, betreibt von hier aus eine Route.
Es werden folgende Ziele angelaufen:
- nach Denman Island über Metcalf Bay

## Verkehrsanbindung
Das Fährterminal ist an den öffentlichen Personennahverkehr durch das „Comox Valley Regional Transit System“ angebunden, welches von BC Transit in Kooperation betrieben wird. Das „Comox Valley Regional Transit System“ verbindet das Terminal unter anderem mit Comox, Cumberland und Courtenay sowie dem Little River Ferry Terminal.